# Шабульдо, Феликс Михайлович

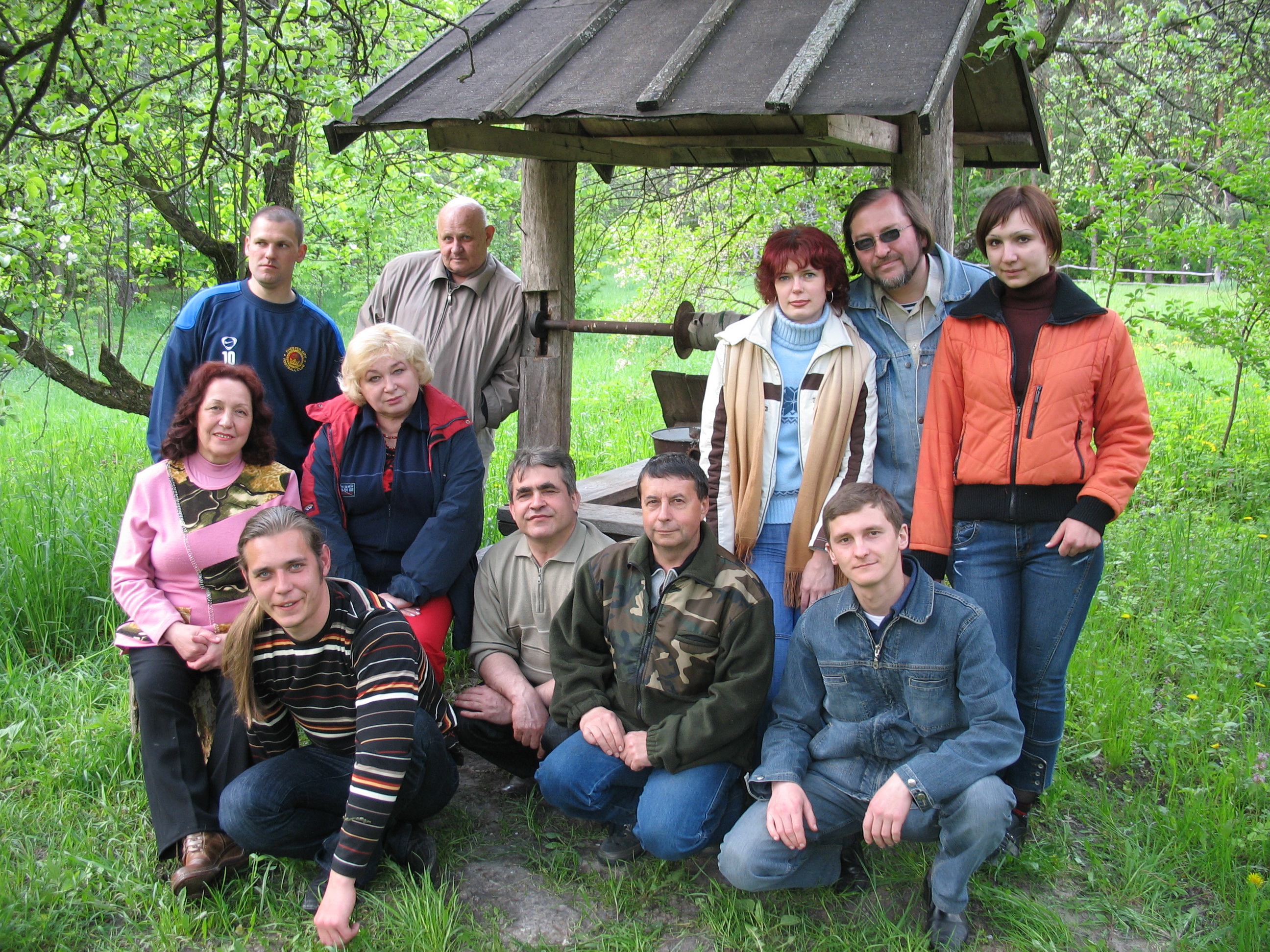
Феликс Михайлович с коллективом кафедры истории Украины Нежинского государственного университета им. Н. В. Гоголя

Феликс Михайлович Шабульдо (укр. Фелікс Міхайлович Шабульдо; 21 апреля 1941, Улан-Удэ — 4 мая 2012, Киев) — украинский историк, специалист по истории Украины времён классического и позднего средневековья — времени пребывания Юго-Западной Руси в составе Великого княжества Литовского.

## Биографические сведения
Родился Ф. М. Шабульдо в семье военнослужащего в городе Улан-Удэ. Детство и юность пришлись на военные и послевоенные годы. Еще подростком он начал свой трудовой путь в заводском коллективе, и в семнадцать лет уже имел специальность токаря. Однако, работая на производстве, не переставал мечтать об обучении. В 1962 году он поступил на исторический факультет Киевского государственного университета имени Т. Г. Шевченко, а годом позже устроился на должность старшего архивариуса Киевского городского государственного архива. Через два года Ф. М. Шабульдо работал уже младшим научным сотрудником Центрального государственного исторического архива УССР. Вхождение в архивную среду имело немалое влияние на формирование его как исследователя, поскольку именно пристальное внимание к источникам станет своеобразной визитной карточкой научных трудов историка.

## Научная деятельность
В 1968 году Ф. М. Шабульдо был членом редколлегии «Украинского исторического журнала». С этого времени и до конца своей жизни он тесно связан с академическим Институтом истории Украины НАНУ. Кроме того, в 1990-х годах Ф. М. Шабульдо сделал свой вклад в становление Института археографии и источниковедения имени М. С. Грушевского НАНУ. Именно в эти годы определился круг его научных интересов, почётное место в которых, кроме работ в области государствоведения и археографии, заняла средневековая история — основным объектом его исследований стали украинские земли в составе Великого княжества Литовского. Этой проблематике он посвятил свою кандидатскую диссертацию, защита которой состоялась в 1983 году. Позже на её основе была подготовлена и в 1987 году опубликована монография «Земли Юго-Западной Руси в составе Великого княжества Литовского», которая стала заметным явлением в историографии и завоевала широкую читательскую аудиторию. В ходе исследования т. н. литовского периода отечественной истории внимание учёного привлекли фактически неосвещённые аспекты отношений Великого княжества Литовского и Золотой Орды. Обратившись к этим малопопулярным и противоречивым в советской историографии сюжетам, Ф. М. Шабульдо поставил перед собой задачу выяснить, когда именно и как произошёл переход украинских земель из состава Золотой Орды в состав Великого княжества Литовского, а также понять правовые основы этого процесса. Параллельно с этим учёный продолжил начатое в своё время Ф. Петруней изучение ханских ярлыков, в частности в контексте определения этапности и процедуры их составления, выявление протографа и т. д. Результаты этой работы он изложил в труде «Синеводская проблема: возможный путь её решения», а также в серии статей.

### Последние годы жизни
Под конец жизни (2008—2012) работал преподавателем, доцентом кафедры Истории Украины Нежинского университета им. Н. Гоголя.
Тяжёлая продолжительная болезнь не позволила Ф. М. Шабульдо ответить на все вопросы, которые он перед собой поставил. Однако учёный до последних дней был полон творческих планов. Его научные достижения нашли признание не только на Украине. За вклад в развитие исторической мысли украинский учёный был посвящён в кавалеры Рыцарского креста ордена Литовской Республики «За заслуги перед Литвой».
4 мая 2012 года на 72-м году жизни Ф. М. Шабульдо умер.

## Основные труды
- Синьоводська проблема у новітніх дослідженнях: Зб. ст. — Киев, 2005 (ред., в соавт.).

Сборник статей посвящён малоизвестным страницам истории Центральной Украины XIV века. Исследования историков, археологов, филологов вводят в научный оборот неизвестные до сих пор источники и сквозь призму Синеводской проблемы более широко очерчивают украинско-ордынские и литовско-ордынские отношения на степном пограничье.
- Синьоводська проблема: Можливий спосіб її розв’язання. — Киев, 1998.

На основе углублённого анализа исторических источников предпринята попытка по-новому и по-другому, чем в сложившейся историографической традиции, осветить проблему Синеводской битвы 1362 года.
- Земли Юго-Западной Руси в составе Великого княжества Литовского. — Киев, 1987.

В монографии освещаются конкретно-исторические обстоятельства перехода под власть Литовского государства Волынской, Подольской, Киевской и Чернигово-Северской земель, их общественно-политическое устройство, исследуются вопросы борьбы против господства Золотой Орды, за воссоединение всех земель Руси в единое государство.

## Награды
- Кавалер ордена «За заслуги перед Литвой» (13 ноября 2006 года, Литва)[1].